# Seve Benson
Seve Benson (Guilford, 4 november 1986) is een professioneel golfer uit Engeland.

## Amateur
Als amateur speelde Benson voor Surrey en zat van 2005-2007 in de nationale training. Hij wordt net als Ross Fisher gesponsord door de Wentworth Club.

#### Gewonnen
- 2004: English County Championship in Worksop.
- 2006: Russian Amateur Open Championship, Tailhade Cup (Argentinië)
- 2007: Qatar Amateur Open Championship

## Professional
In 2007 werd Benson professional. In 2008 behaalde hij zijn eerste overwinning op de Challenge Tour mede door een baanrecord van 62 (-10). Hij eindigde Raphaël de Sousa daardoor drie slagen achter zich. Daarna won hij het Ypsilon Golf Challenge in een play-off tegen Rafael Cabrera Bello en Branden Grace.

### Gewonnen

#### PGA EuroPro Tour
- 2008: Wensum Valley International Open

#### Challenge Tour
- 2008: Piemonte Open (-19) in Turijn, Ypsilon Golf Challenge (-16)

#### Europese Tour
- 2012: Siciliaans Open (-15)

## Trivia
- Seve Benson is vernoemd naar Severiano Ballesteros.